# Konvexní programování
Konvexní programování je odvětví optimalizace. Patří mezi nelineární programování, speciálním typem pak je kvadratické programování.

## Úloha
Úlohou konvexního programování je následující optimalizační úloha
přičemž:
- f (x) je konvexní funkce
- množina přípustných řešení M je popsána soustavou (obecně nelineárních) nerovnic

kde gi (x) jsou konvexní funkce. (Proto je M konvexní množina.)

## Metody řešení
Metody na řešení se používají v podstatě stejné jako pro úlohu nelineárního programování, pro úlohy konvexního programování mají ale lepší (konvergenční) vlastnosti.
Tvrzení: Protože f(x) je konvexní funkce a M konvexní množina, je každé lokální minimum zároveň minimem globálním.
Vzhledem k tomu, že optimalizační metody často konvergují pouze k lokálnímu minimu, je výhoda úlohy konvexního programování (před obecně nelineární úlohou) nasnadě.